# Chironomus calipterus
Chironomus calipterus är en tvåvingeart som beskrevs av Jean-Jacques Kieffer 1908. Chironomus calipterus ingår i släktet Chironomus och familjen fjädermyggor. Inga underarter finns listade i Catalogue of Life.